# فیوچر هاوس
فیوچر هاوس (انگلیسی: Future house) سبکی از موسیقی هاوس است که در دههٔ ۲۰۱۰ میلادی ظهور کرد. این سبک حاصل ادغام سبک‌های دیپ هاوس و یوکی گاراژ و تلفیقی از عناصر و تکنیک‌های دیگر از سایر سبک‌ها موسیقی رقص الکترونیک است.

## ریشه نام‌گذاری
اصطلاح «فیوچر هاوس» توسط چامی، دی‌جی فرانسوی ابداع شد و نخستین بار در سال ۲۰۱۳ در ساوندکلاود برای دسته‌بندی ریمیکس او از قطعهٔ «به عمق برو» از جنت جکسون مورد استفاده قرار گرفت.
طبق آنچه چامی در یک مصاحبه در سال ۲۰۱۵ اظهار کرده بود، او بدون این که فیوچر هاوس را یک سبک در نظر بگیرد، از این اصطلاح استفاده کرد. او در این مصاحبه گفت که «فیوچر هاوس به معنای هر نوعی از موسیقی هاوس بود که هنوز ابداع نشده بود؛ پس من هرگز آن را به‌عنوان یک سبک در نظر نگرفتم. حدس می‌زنم که مردم آن را به آنچه امروز هست تبدیل کردند، چرا که موسیقی من خاص بود و منجر به پدیداری پلی میان هاوس و ای‌دی‌ام شد که چیز بدی هم نیست». بعداً و در سال ۲۰۱۶ وبگاه بیت‌پورت فیوچر هاوس را به‌عنوان یکی از سه سبک جدید به برچسب‌های سبکی خود اضافه کرد. پیشگامی این است به الیور هلدنز و دون دیابلو نیز نسبت داده شده‌است.

## مشخصات
فیوچر هاوس زیرسبکی از موسیقی هاوس است. ترانه‌هایی که در این سبک خلق می‌شوند معمولاً با یک ملودی ساکت به‌همراه افت‌هایی با صدای کششی و تداعی‌کنندهٔ فلز و بیس‌لاین‌هایی با فرکانس‌های پرده‌گردانی‌شده شناخته می‌شوند.
تندای قطعات فیوچر هاوس معمولاً حدود ۱۲۵ ضرب بر دقیقه است.

## محبوبیت
قطعه‌های گکو (اووردرایو) و باقی در طول شب از الیور هلدنز که در جدول‌های بین‌المللی موفق بودند، در سال ۲۰۱۴ سبک فیوچر هاوس را به طیف وسیع‌تری از مخاطبان شناساندند و به بروز خصومت میان هلدنز و چامی در رسانه‌های اجتماعی منجر شدند. هنرمندانی همچون مارتین سولویگ، جی‌تی‌ای و لیام پین نیز از آن زمان خصوصیات این سبک را در آثار خود تلفیق کرده‌اند. این موضوع باعث شد تا برخی مفسران موسیقی روند تجاری‌سازی این سبک را تحت نظارت خود قرار دهند.